# 北海街

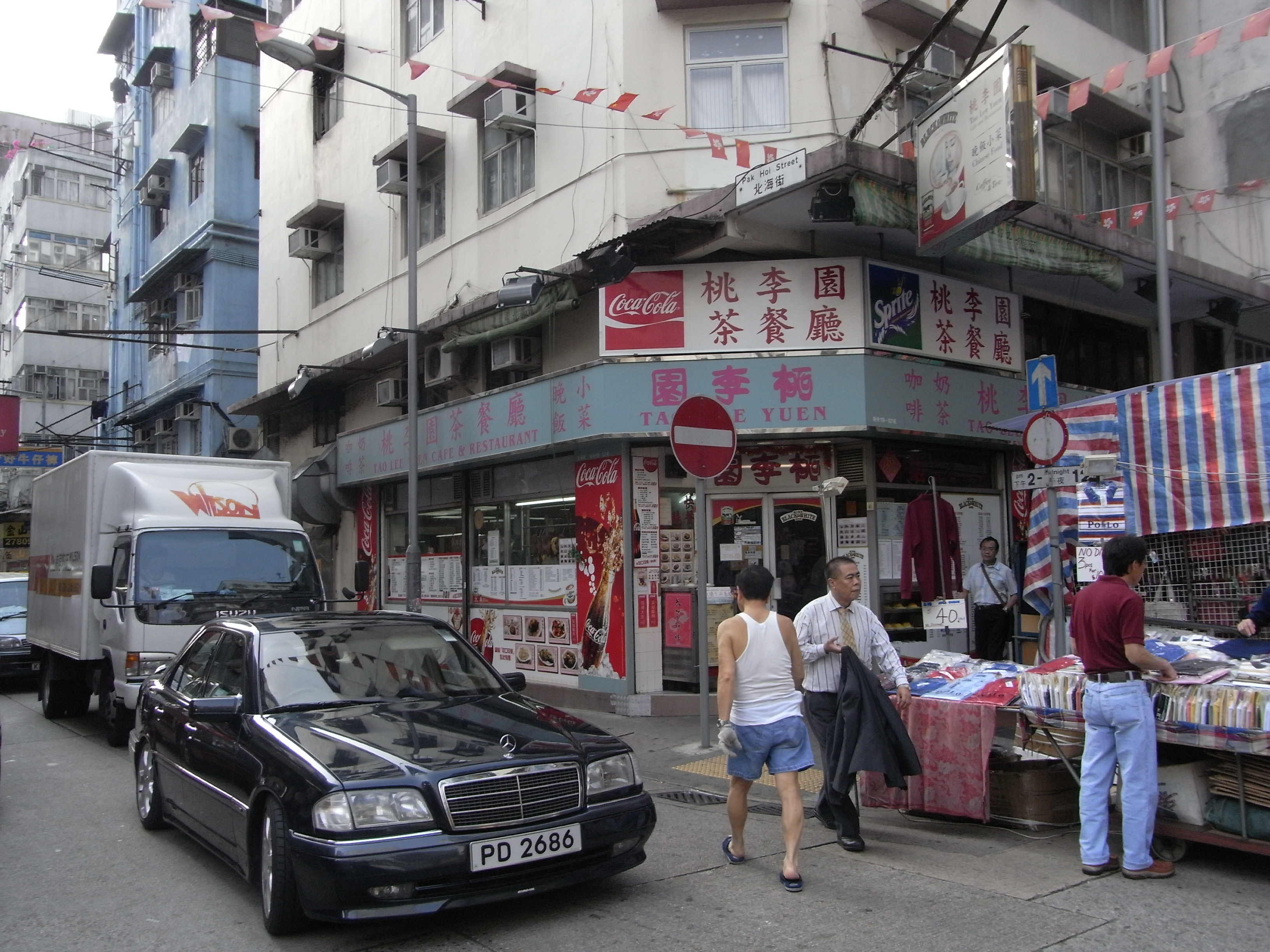
北海街與廟街交界

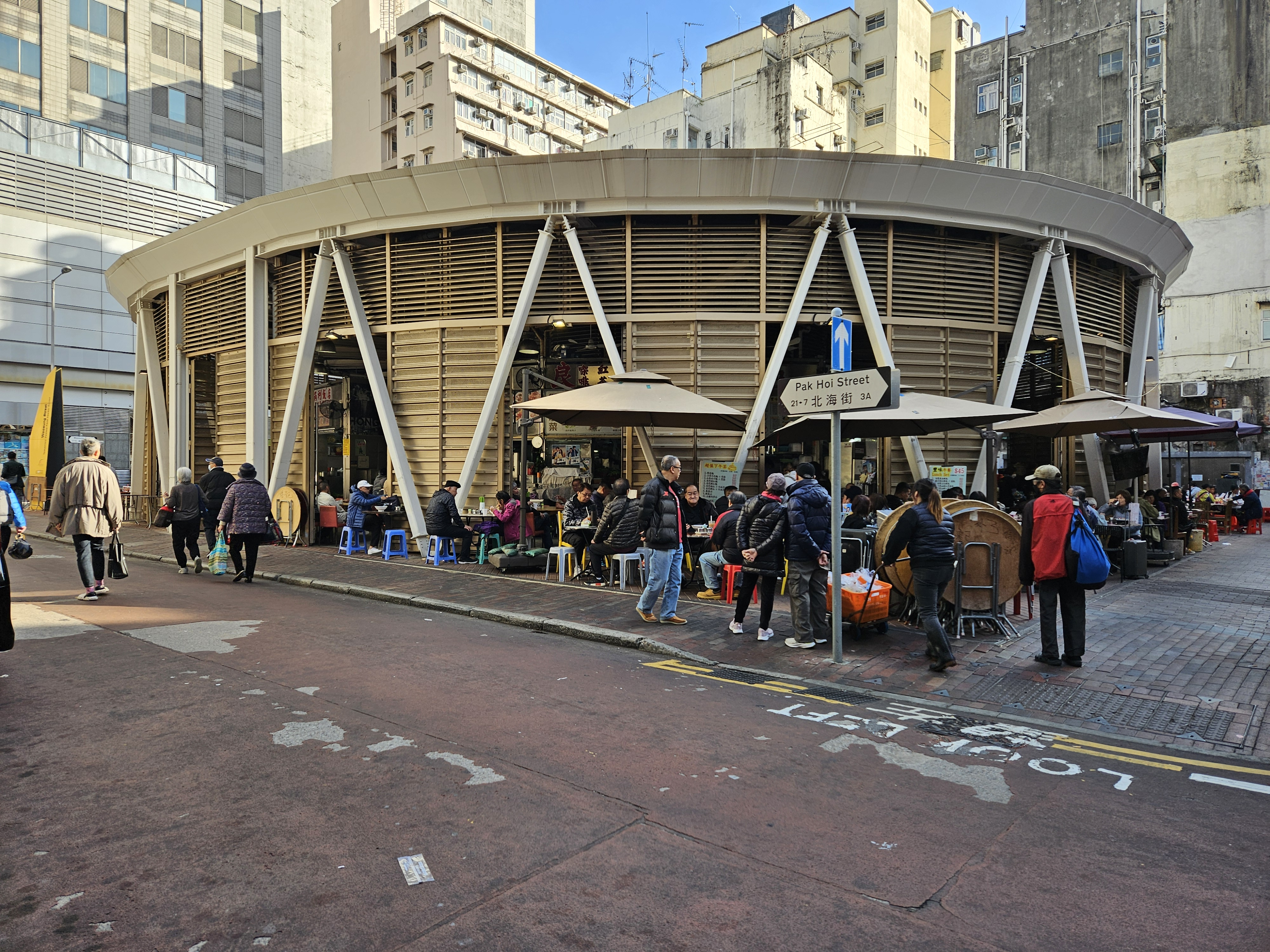
北海街與吳松街交界的吳松街臨時熟食小販市場

北海街（英語：Pak Hoi Street）是香港九龍油尖旺區一條街道，位於佐敦北部，西起廣東道，東至加士居道與志和街交界，與其北面的油麻地甘肅街及其南面的西貢街大致平行。北海街以廣西壯族自治區北海市命名。
北海街原名第二街，但因香港島已有同名的第二街，故於1909年3月改為現稱。

## 沿路主要建築
- 油麻地電力站
- 西貢街遊樂場
- 油麻地街市
- 永安九龍中心
- 宏利公積金大廈
- 恆成大廈/恒成大廈
- 香港逸東酒店
- 彌敦酒店